# San Juan del Río (Querétaro)
San Juan del Río è una municipalità del Messico situata nello stato del Querétaro, nel Messico centrale, il cui capoluogo è la località omonima.

## Storia
San Juan del Río fu fondata come villaggio indiano il 24 giugno 1531, da Nicolás de San Luis Montañez, anche se per alcuni autori, come Agustín Ruiz Olloqui, il vero anno di fondazione è il 1526, e fu così chiamata perché quel giorno è la festa di San Juan Bautista, e poiché si trova sulle rive di un fiume possente, a nome venne applicato anche il "del Río". Nel 1561, il ponte sul fiume San Juan, fu una delle prime costruzioni ad uso comunitario, poiché durante la stagione delle piogge lasciava praticamente isolata la città. Il 3 aprile 1847, durante la guerra tra Messico e Stati Uniti, il governo statale concesse all'allora Villa de San Juan del Río il titolo di città. Nel 1863 Benito Juárez, in fuga da San Luis Potosí, trascorse una notte a San Juan del Río e nel 1867, Massimiliano d'Asburgo lanciò uno dei suoi ultimi proclami in questa città, in cui esortava la popolazione a difendere "l'indipendenza e l'ordine interno del paese", per poi essere fucilato a Queretaro. Nel periodo 1960-1970, San Juan del Río iniziò la sua trasformazione urbana, economica e sociale dal forte impulso dato al processo di industrializzazione, commerciale e di comunicazione; fattori che hanno attualmente collocato questo comune come il secondo più importante nello Stato di Querétaro. Nel 2010 il centro storico della città è stato dichiarato Patrimonio dell'Umanità nell'ambito del complesso del Camino Real de Tierra Adentro. La bellezza coloniale del centro è purtroppo rovinata dal frastuono dell'autostrada che gli passa di fianco.

## Clima
San Juan del Río ha un clima semisecco, con precipitazioni prevalentemente estive, (giugno-ottobre). La neve è inesistente in questa città, sebbene le colline a nord-est della città a volte in inverno siano ricoperte da un leggero strato bianco.
| Mesi                  | Gnn. | Feb. | Mar. | Apr. | Mag. | Giu | Lug. | Ago. | Set. | Ott. | Nov. | Dic. | Media |
| --------------------- | ---- | ---- | ---- | ---- | ---- | --- | ---- | ---- | ---- | ---- | ---- | ---- | ----- |
| Temp. max. media (°C) | 23.5 | 25.4 | 28.8 | 32   | 36   | 32  | 31   | 31   | 29   | 25.5 | 26   | 23.2 | 36    |
| Temp. min. media (°C) | 8.1  | 6.8  | 8.2  | 11   | 13   | 14  | 15   | 14   | 13   | 11   | 9    | 4.7  | 4.7   |
| Piogge totali (mm)    | 0.8  | 15   | 21   | 38   | 80   | 140 | 130  | 121  | 132  | 73   | 19   | 11   | 780   |

## Demografia
San Juan del Río è la seconda città più popolosa dello stato di Querétaro, superata solo da Santiago de Querétaro. Secondo i risultati del secondo censimento della popolazione e delle abitazioni condotto dall'Istituto Nazionale di Statistica e Geografia il 12 giugno 2010, la città aveva una popolazione totale di 138.878 abitanti.
| Anno | Abitanti | Variazione |
| ---- | -------- | ---------- |
| 1900 | 8224     | —          |
| 1910 | 7036     | −14.4 %    |
| 1920 | 6457     | −8.2 %     |
| 1930 | 7020     | +8.7 %     |
| 1940 | 6694     | −4.6 %     |
| 1950 | 7501     | +12.1 %    |
| 1960 | 11 177   | +49.0 %    |
| 1970 | 15 422   | +38.0 %    |
| 1980 | 27 204   | +76.4 %    |
| 1990 | 61 652   | +126.6 %   |
| 2000 | 99 483   | +61.4 %    |
| 2010 | 138 878  | +39.6 %    |
| 2020 | 177 719  | +28.0 %    |

## Luoghi di interesse
Il centro storico è patrimonio dell'UNESCO è in stile coloniale spagnolo molto ben conservato, presenta numerose chiese, strade ciotolate, palazzi antichi, musei e piazze.
Puente de la Historia: Situato sulla Avenida Benito Juárez, di fronte al Cimitero Municipale, la sua posizione geografica costituiva una tappa obbligata per i mulattieri e i carrettieri diretti a nord e a ovest verso la Nuova Spagna.
Portal del Diezmo: È il centro culturale più importante di San Juan del Río. Attualmente ospita due gallerie d'arte, un archivio fotografico, la Biblioteca Pubblica Municipale Juan Wenceslao Sánchez de la Barquera y Morales e l'Archivio Storico Comunale.

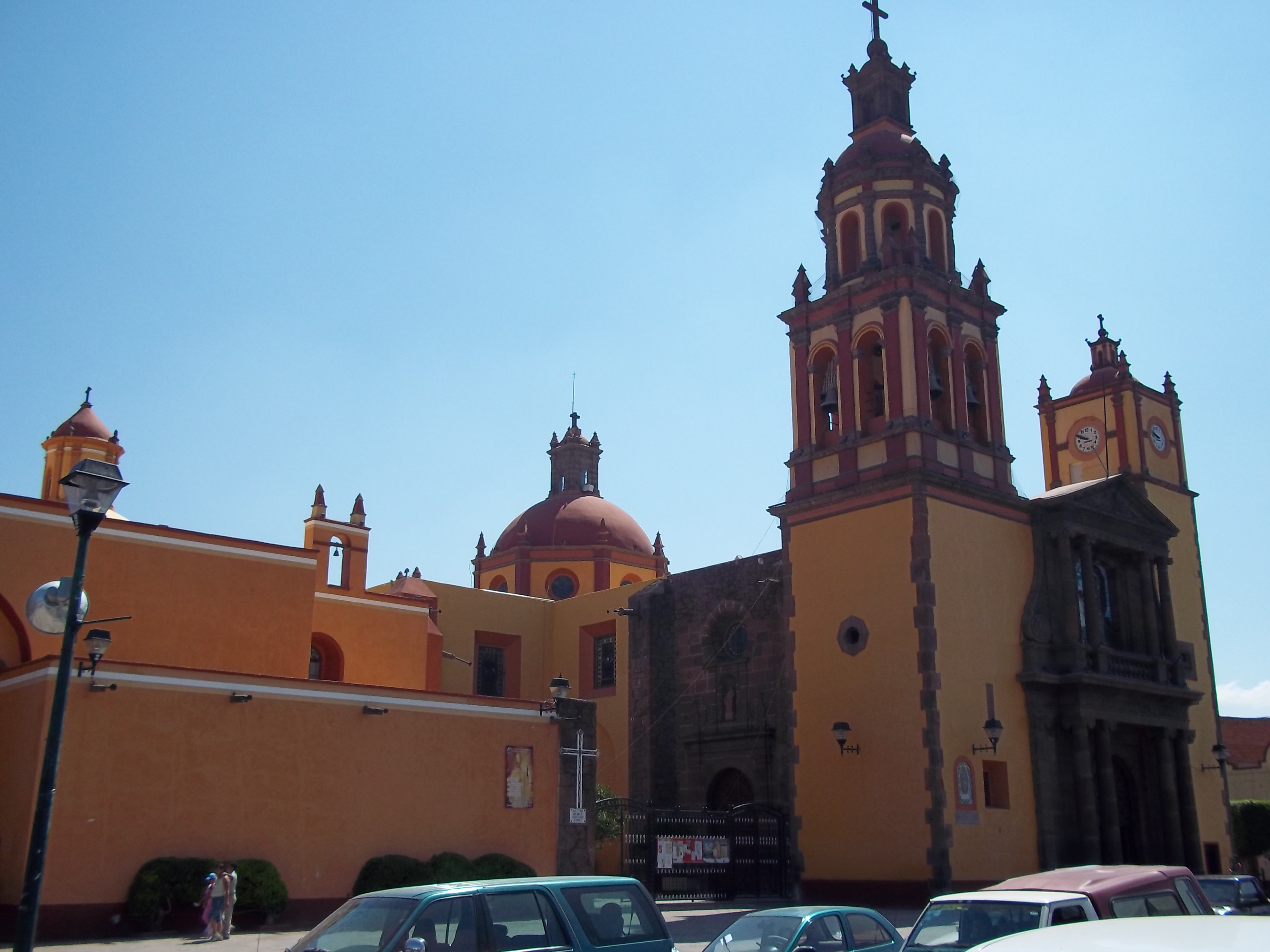
Santuario Diocesano de Nuestra señora de Guadalupe

Santuario Diocesano di Nostra Signora di Guadalupe: Situato di fronte a Piazza dell'Indipendenza. La costruzione dell'attuale chiesa parrocchiale risale al 9 maggio 1689.

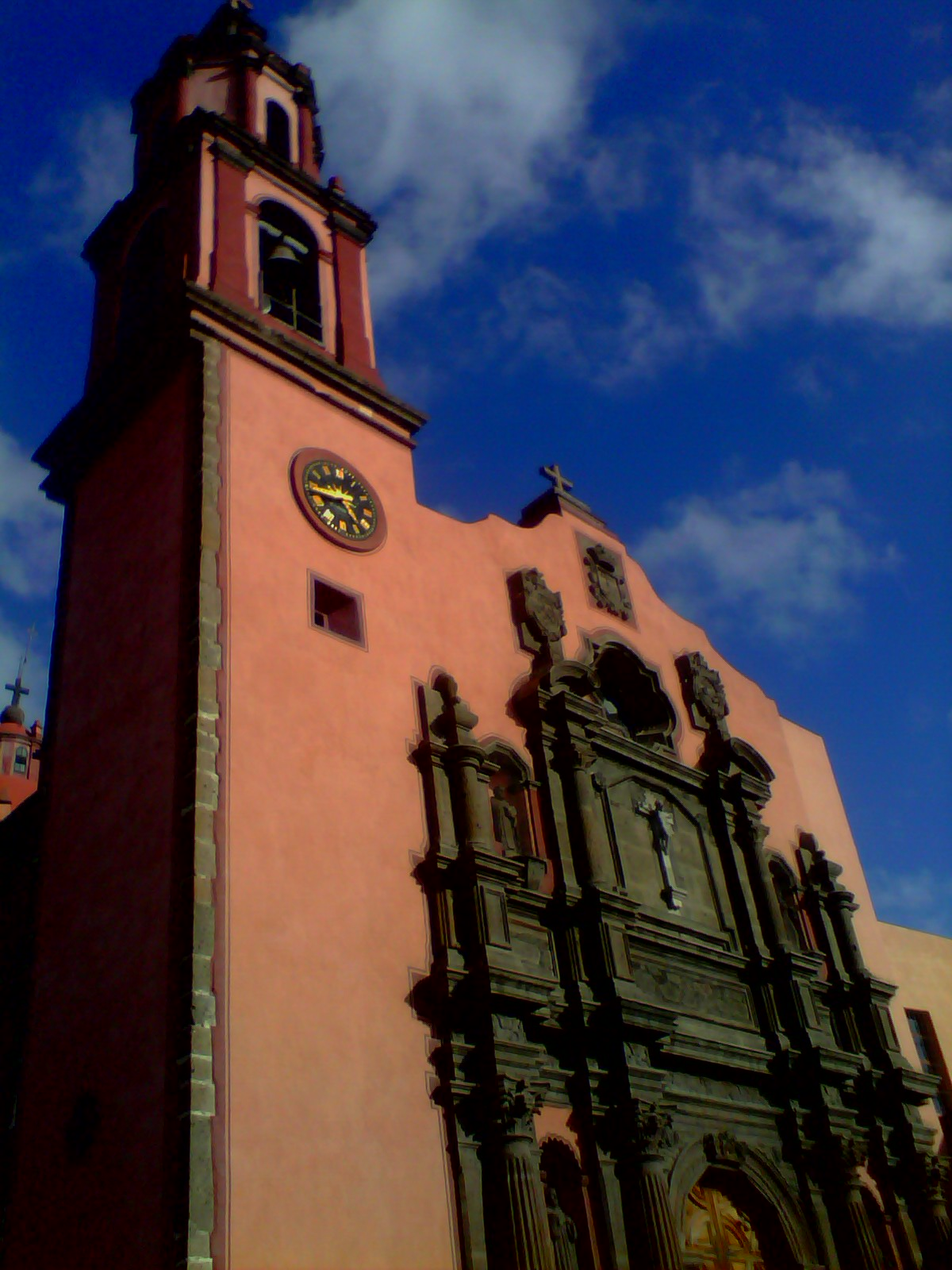
Templo de Santo domingo

Templo y ex Convento di Santo Domingo: Situato tra i viali Juárez e Zaragoza, il convento fu fondato per ordine e licenza di Sua Eccellenza il Viceré Melchor Portocarrero Lasso de la Vega, Conte di Monclova, datata 26 gennaio 1690.
Templo parroquial de San Juan Bautista: Situata di fronte alla Plaza de los Fundadores, la prima chiesa della città fu costruita sul sito attualmente occupato da quello che un tempo era noto come Tempio del Sacro Cuore e che fu il luogo di sepoltura del soldato ed esploratore Miguel Caldera.
Plaza Independencia: Situata tra Hidalgo e Guerrero, nel centro della città, ospita una colonna eretta in onore dell'imperatrice Carlotta.
Plaza Jardín de la Familia: Nacque inizialmente come piazza pubblica, dopo la costruzione del Templo del Señor del Sacromonte nel 1832, l'ultimo tempio costruito nel centro della città nello stile dell'epoca vicereale.
Plaza de los Fundadores: Situata tra Calle Hidalgo e Calle 16 de Septiembre. Originariamente parte del Templo del Sagrado Corazón, ospitava anche il cimitero.
Museo de la Muerte: Inaugurato nel 1997, si propone di mostrare l'importanza che gli esseri umani attribuiscono al momento di morire. Le usanze sono cambiate e oggi presenta alcuni dei rituali messicani nel corso della loro storia. È possibile apprendere alcuni retroscena su come venivano ritualizzati i defunti di queste terre prima dell'arrivo degli spagnoli per conquistarle.
Sala Museográfica Ixtachichimecapan: Situata in un edificio storico in Avenida Juárez, accanto al Templo del Señor del Sacromonte, si trova all'interno del complesso del centro storico. Al suo interno è possibile ammirare diversi reperti archeologici che mostrano le diverse fasi di occupazione di San Juan del Río durante l'epoca preispanica.
Cerro y Barrio de la Cruz: In epoca preispanica, questo sito era un centro cerimoniale e in seguito un luogo di culto cattolico dove si tenevano feste popolari. Ospita una cappella del 1679, dove si venera la Santa Croce, e una cappella degli anni '40.

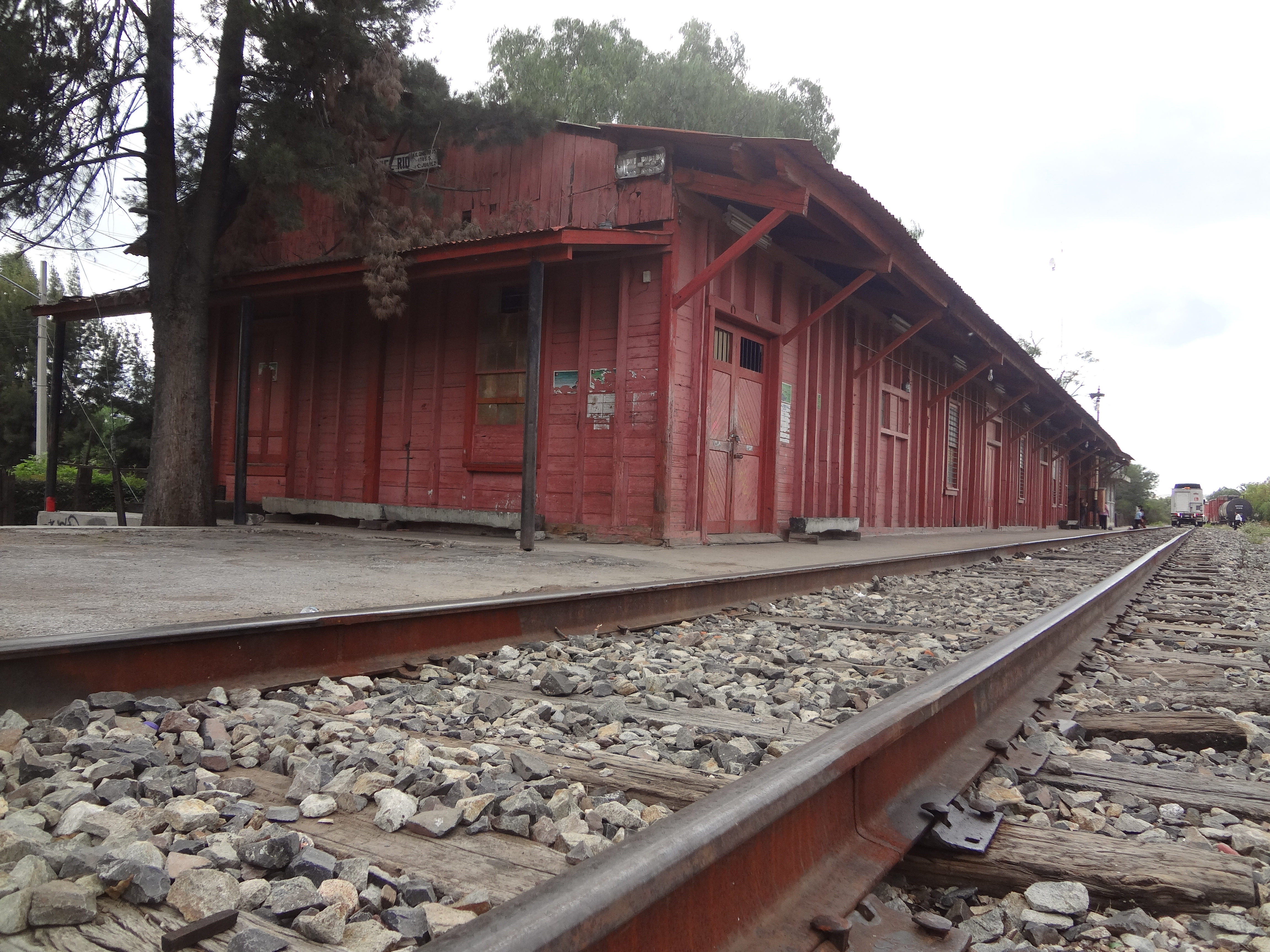
Antica stazione ferroviaria

Antica stazione ferroviaria: Situata sul vecchio tracciato della linea per Ciudad Juarez, a poca distanza dal centro storico è l'unica costruita interamente in legno e comprende un piccolo museo ferroviario al suo interno.

## Artigianato
La tipica bambola di stoffa queretana denominata "Lele", si trova in vendita sotto i portici coloniali del centro, dove le donne allestiscono le loro bancarelle vendendo anche elaborate tovaglie all'uncinetto e tovaglioli srotolati; mentre al mercato artigianale, è possibile acquistare una varietà di ceramiche, oggetti in metallo e sculture in pietra regionali.

## Trasporti
Autobus extra-urbani: La città è dotata di una stazione degli autobus poco distante dal centro, che fornisce servizi interurbani, le maggiori destinazioni sono: Città del Messico, Tepeji del Rio, Querétaro, Celaya, Salamanca, Irapuato, Silao, Léon, Lagos de Moreno, Encarnación de Díaz, Aguascalientes e numerose altre.

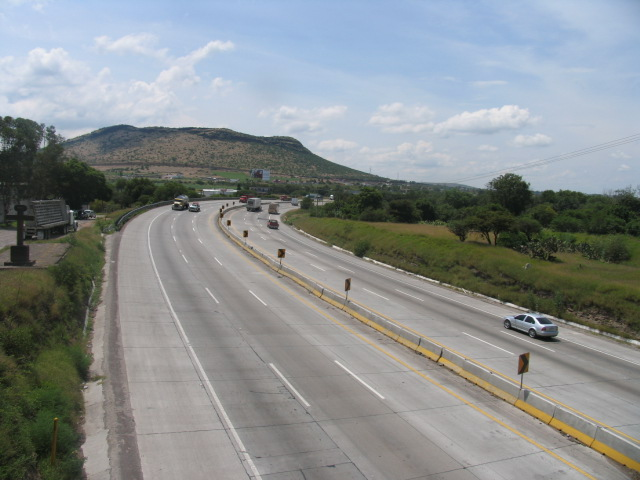
Autopista México-Querétaro

Autostrade e strade federali: L'autostrada n. 57 Messico-Querétaro-San Luis Potosí-Piedras Negras, costituisce la spina dorsale della rete stradale del nord del paese. La strada federale 120 collega la Sierra Gorda, inizia dalla città. Anche la statale 300 parte da San Juan del Río in direzione di Amealco de Bonfil. Oltre a queste, il comune è servito da una vasta rete di strade asfaltate, acciottolate e sterrate per un totale di quasi 150 km, percorribili tutto l'anno.
Treno: La città ha una nuova stazione ferroviaria, tuttavia dopo la privatizzazione dei servizi ferroviari nel 1999, non vi sono più treni passeggeri ma solo merci, Il comune comprende la ferrovia Mexico-Querétaro (a doppio binario elettrificato), la ferrovia Mexico-Ciudad Juarez, una linea secondaria per uso locale, collega San Juan del Río con la stazione di San Nicolás, per un totale di 140 km di ferrovia all'interno del comune.
Aereo: L'aeroporto più vicino e L'aeroporto internazionale Ingeniero Fernando Espinosa Gutiérrez, di Querétaro (Codici: ATA: QRO - OACI: MMQT - DGAC: QET), inaugurato nel 1955 si trova a 35 minuti di viaggio da San Juan.